# Subdivisions de l'oblast de Kirov
L'administration territoriale de l'oblast de Kirov est l'organisation des institutions et des administrations du territoire de l'oblast russe de Kirov. On recense de nombreuses communautés territoriales qui peuvent avoir un objectif politique (municipalités), électoral (circonscriptions électorales) ou administratif (raïons et certaines villes).

## Vue d'ensemble
L'oblast de Kirov étant un oblast unitaire, aucune de ses collectivités territoriales ne possède de compétence législative.
Au 1er janvier 2023, l'oblast était constitué de 39 raïons administratives, 5 villes d'importance régionales et 1 fermée. Les localités ne couvrent pas tout le territoire, avec des territoires non organisés, seulement sous la juridiction du raïon ou de la régionale,.

### Tableau
| Non.                          | Nom                           | Population (2021)             | Centre administratif          |
| Villes d'importance régionale | Villes d'importance régionale | Villes d'importance régionale | Villes d'importance régionale |
| ----------------------------- | ----------------------------- | ----------------------------- | ----------------------------- |
| I                             | Kirov                         | 493 691                       | Kirov                         |
| II                            | Viatskié Poliany              | 29 742                        | Viatskié Poliany              |
| III                           | Kirovo-Tchepetsk              | 66 651                        | Kirovo-Tchepetsk              |
| IV                            | Kotelnitch                    | 20 144                        | Kotelnitch                    |
| V                             | Slobodskoï                    | 29 469                        | Slobodskoï                    |
| Ville fermée (ZATO)           |                               |                               |                               |
|                               | ZATO Pervomaïski              | 5068                          | Pervomaïski                   |
| Raïons                        |                               |                               |                               |
| 1                             | Raïon d'Arbaj                 | 4699                          | Arbaj                         |
| 2                             | Raïon d'Afanassievo           | 11 262                        | Afanassievo                   |
| 3                             | Raïon de Belaïa Kholounitsa   | 15 830                        | Belaïa Kholounitsa            |
| 4                             | Raïon de Bogorodskoïe         | 3476                          | Bogorodskoïe                  |
| 5                             | Raïon de la Haute-Kama        | 20 896                        | Kirs                          |
| 6                             | Raïon de Verkhochijemié       | 7273                          | Verkhochijemié                |
| 7                             | Raïon de Viatskié Polyany     | 23 469                        | Viatskié Polyany              |
| 8                             | Raïon de Darovskoï            | 8643                          | Darovskoï                     |
| 9                             | Raïon de Zouïevka             | 17 498                        | Zouïevka                      |
| 10                            | Raïon de Kiknour              | 6833                          | Kiknour                       |
| 11                            | Raïon de Kilmez               | 10 108                        | Kilmez                        |
| 12                            | Raïon de Kirovo-Tchepetsk     | 19 893                        | Kirovo-Tchepetsk              |
| 13                            | Raïon de Kotelnitch           | 10 942                        | Kotelnitch                    |
| 14                            | Raïon de Koumiony             | 14 743                        | Koumiony                      |
| 15                            | Raïon de Lebiajié             | 5734                          | Lebiajié                      |
| 16                            | Raïon de Louza                | 13 425                        | Louza                         |
| 17                            | Raïon de Malmyj               | 20 745                        | Malmyj                        |
| 18                            | Raïon de Mourachi             | 9408                          | Mourachi                      |
| 19                            | Raïon de Nagorsk              | 6803                          | Nagorsk                       |
| 20                            | Raïon de Nema                 | 5991                          | Nema                          |
| 21                            | Raïon de Nolinsk              | 16 184                        | Nolinsk                       |
| 22                            | Raïon d'Omoutninsk            | 34 705                        | Omoutninsk                    |
| 23                            | Raïon d'Oparino               | 7340                          | Oparino                       |
| 24                            | Raïon d'Oritchi               | 25 238                        | Oritchi                       |
| 25                            | Raïon d'Orlov                 | 9687                          | Orlov                         |
| 26                            | Raïon de Pijanka              | 8398                          | Pijanka                       |
| 27                            | Raïon de Podosinovets         | 11 977                        | Podosinovets                  |
| 28                            | Raïon de Santchoursk          | 7222                          | Santchoursk                   |
| 29                            | Raïon de Svetcha              | 6123                          | Svetcha                       |
| 30                            | Raïon de Slobodskaïa          | 31 891                        | Slobodskaïa                   |
| 31                            | Raïon de Sovetsk              | 22 296                        | Sovetsk                       |
| 32                            | Raïon de Souna                | 5207                          | Souna                         |
| 33                            | Raïon de Touja                | 5800                          | Touja                         |
| 34                            | Raïon d'Ouni                  | 6236                          | Ouni                          |
| 35                            | Raïon d'Ourjoum               | 20 419                        | Ourjoum                       |
| 36                            | Raïon de Falionki             | 7756                          | Falionki                      |
| 37                            | Raïon de Chabalintsy          | 7756                          | Leninskoïe                    |
| 38                            | Raïon de Iouria               | 16 673                        | Iouria                        |
| 39                            | Raïon de Iaransk              | 20 336                        | Iaransk                       |